# Heterocetus
Heterocetus és un gènere extint de cetacis de la família dels cetotèrids que tingueren una àmplia distribució entre el Miocè mitjà i el Pliocè inferior. Se n'han trobat restes fòssils a Alemanya, Bèlgica, Itàlia, els Països Baixos i el Regne Unit. El nom genèric Heterocetus significa ‘balena diferent’ i es refereix a la seva dissimilitud respecte al cetoteri. La taxonomia d'aquest gènere és bastant discutida. Les diferents espècies que el componen es consideren nomina dubia.